# Réaction de Reimer-Tiemann
La réaction de Reimer-Tiemann  est une réaction organique utilisée pour l'ortho-formylation de phénols,,,,,. Cette réaction a été découverte par Karl Ludwig Reimer et Ferdinand Tiemann. Dans le cas le plus simple, cette réaction produit le salicylaldéhyde:

## Mécanisme réactionnel
Le chloroforme (1) réagit avec l'hydroxyde de potassium, une base forte pour former un carbanion chloroforme (2), qui élimine rapidement un ion chlorure pour donner le dichlorocarbène (3). Le phénol (4)  réagit avec l'hydroxyde de potassium pour former un phénolate (5). Le dichlorocarbène réagit alors avec la position ortho du phénolate pour former le phénol dichloromethylé (7).  Après hydrolyse basique, on obtient le produit désiré (9).